# Муха Віктор Іванович
Ві́ктор Іва́нович Му́ха (1924—1986) — український перекладач, журналіст. Перекладав твори узбецьких письменників (серед них народні письменники Узбецької РСР Саїд Ахмад, Айбек , Аскад Мухтар ).

## Біографія
Віктор Іванович Муха народився 1924 року на Чернігівщині. Був вивезений на фашистську каторгу, звідки втік і приєднався до словацьких партизанів.
У 1953—1958 роках навчався в Чернівецькому університеті. Був направлений на педагогічну роботу в Узбекистан, де захопився перекладами художніх творів українською мовою.
1963 року в Києві вийшла повість «Вирок» Саїда Ахмада, перекладена Мухою. Ще дві книжки узбецьких письменників, перекладені Віктором Івановичем, надрукували видавництва «Дніпро» та «Веселка». Серед його перекладів — прозові та віршовані твори.
1965 року Муха переїхав на Поділля в Сатанів, де працював учителем середньої школи.
1966 року перейшов на журналістську роботу: в Городку став завідувачем відділу листів і масової роботи, а згодом — відповідальним секретарем редакції районної газети.
Помер 1986 року.
Твори публікувалися в газетах «Прапор Ілліча» та «Радянське Поділля», в колективних збірках «З-понад Смотрича» (1993), «Городок на Смотричі» (2006). Окремим виданням побачила світ книжка «Прийшла весна» (2008).